# Przychodnia weterynaryjna
Przychodnia weterynaryjna - zgodnie z Ustawą z dnia 18 grudnia 2003 r. o zakładach leczniczych dla zwierząt jeden z zakładów leczniczych dla zwierząt. Przychodnią weterynaryjną kieruje lekarz weterynarii posiadający prawo wykonywania zawodu lekarza weterynarii oraz co najmniej roczny okres pracy w zawodzie lekarza weterynarii.
Do spełnienia wymagań przychodnia weterynaryjna musi być wyposażona w:
- pokój przyjęć z poczekalnią;
- salę zabiegową;
- aparaturę i sprzęt dostosowane do zakresu świadczonych usług weterynaryjnych;
- sprzęt i urządzenia do przechowywania produktów leczniczych i wyrobów medycznych;
- zaplecze sanitarne i socjalne.